# Edificio del Comercio (Manizales)
El Edificio del Comercio o Banco del Comercio, es un edificio moderno, ubicado en la plaza de Bolívar de la ciudad de Manizales, Colombia, el cual alberga oficinas y es sede del Banco de Bogotá.

## Historia
La manzana donde se ubica el edificio, por su inmediata cercanía a la plaza de Bolívar el centro de la ciudad de Manizales, albergó instituciones bancarias como el caso del Banco de los Andes, posteriormente Banco del Ruiz hasta el incendio de 1925. Después de la reconstrucción de la ciudad, sería reemplazado por el Banco del Comercio, una edificación de dos pisos de altura, que sería destruido por la torre noroccidental de la Catedral de Manizales como consecuencia del terremoto del 30 de julio de 1962, obligando a la posterior reconstrucción del banco y dando como resultado el edificio del banco del comercio, diseñada por la firma de arquitectos colombiana Borrero, Zamorano y Giovanelli.

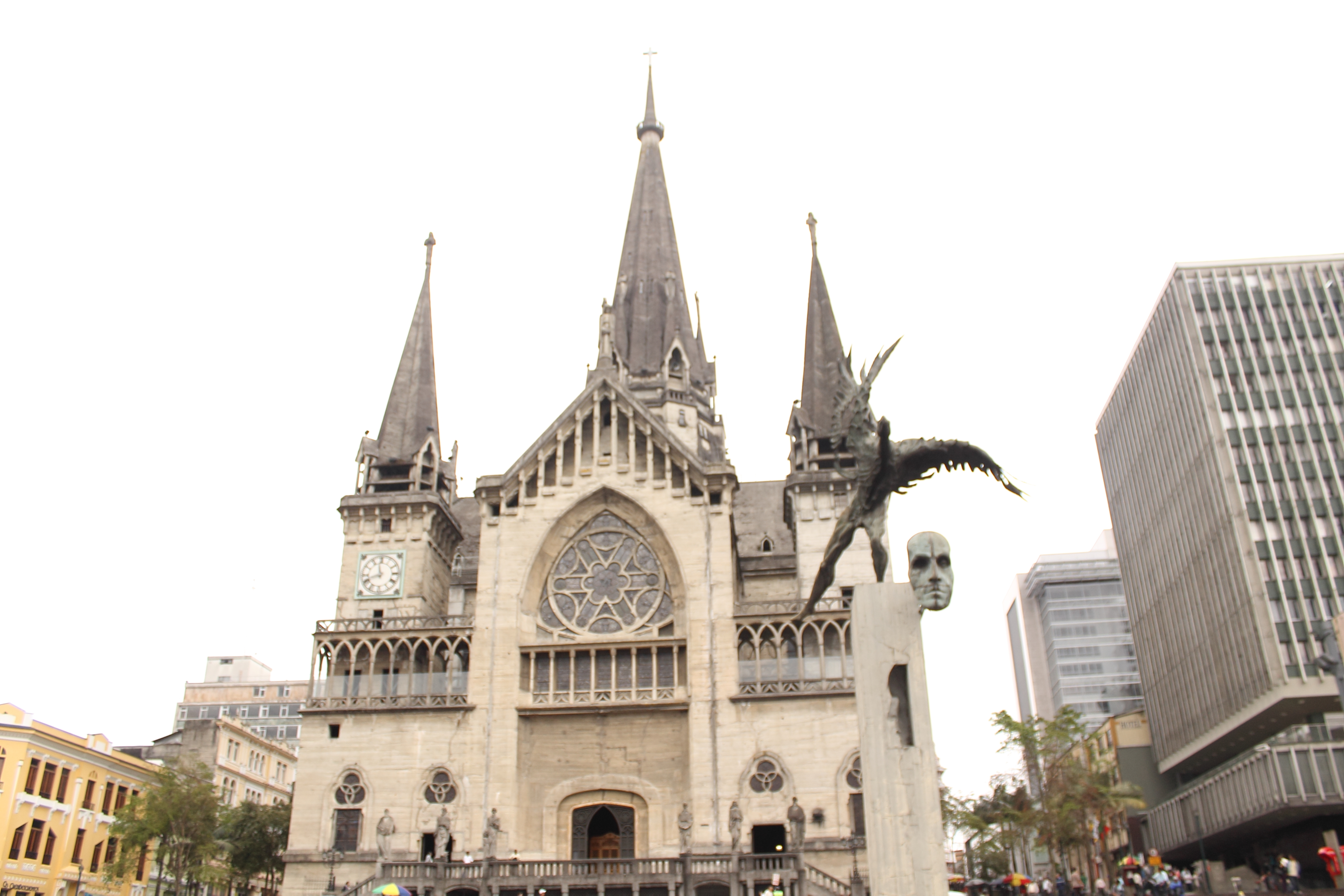
El edificio a un costado de la Catedral de Manizales.